# Shalanda Young
Shalanda Delores Young amerikai politikai tanácsadó, aki az Egyesült Államok Menedzsment- és Költségvetési Irodájának (OMB) megbízott igazgatója. Korábban a Képviselőház költségvetési bizottságának személyzeti vezetője volt.
Young Baton Rouge-ban született és Clintonban nőtt fel. 2001-ben költözött Washingtonba, hogy a Nemzeti Egészségügyi Intézménynél dolgozzon. TIzennégy évig a Képviselőház költségvetési bizottságának dolgozott, majd 2017 februárjában személyzeti vezetőnek nevezték, amely pozíciót az OMB igazgatói pozíciójára való jelöléséig tartott, 2021-ig. Része volt a szövetségi kormány Covid19-védelmi csapatának.
Az OMB helyettes igazgatói pozíciójára való kinevezési meghallgatása során Republikánus politikusok is méltatták munkáját, mint Lindsey Graham. Mióta Neera Tanden visszalépett az igazgatói jelöléstől, Young az OMB megbízott igazgatója. Miután Tanden visszalépett, a CBC és az ÚJ Demokrata Koalíció is beállt Young mögé, mint igazgatói jelölt, amelyhez Nancy Pelosi képviselőházi elnök, Steny Hoyer többségi vezető és Jim Clyburn többségi whip is csatlakozott. 2021. március 23-án fogadták el jelölését, mint helyettes igazgató.
Joe Biden 2021. november 24-én jelölte őt az igazgatói pozícióra, azt követően, hogy nyolc hónapot dolgozott megbízott igazgatóként.